# (6557) Yokonomura
(6557) Yokonomura (1990 VR3) – planetoida z grupy pasa głównego asteroid okrążająca Słońce w ciągu 5,62 lat w średniej odległości 3,16 j.a. Odkryta 11 listopada 1990 roku.